# 艾特奈
艾特奈（Aeternae）是亞歷山大大帝東征途中遭遇的傳說中的生物。

## 概要
亞歷山大大帝的軍隊在通過北印度的平原之時，遭遇「頭上長有鋸齒狀突出物」的艾特奈，造成他的一些部下被殺或受傷。